# Шкоцян
Шкоцян (словен. Škocjan) — поселення в общині Шкоцян, регіон Південно-Східна Словенія, Словенія.